# Núria López
Núria López Alonso es una química española, investigadora de química en el Instituto Catalán de Investigación Química (Institut Català d'Investigació Química - ICIQ). Recibió el premio a la Excelencia investigadora por la Real Sociedad Española de Química en 2015.

## Biografía
López estudió Química en la Universidad de Barcelona, donde completó el grado y el doctorado. Se doctoró en Química teórica en 1999. Posteriormente, ingresó en el Centro de Física de Materiales de escala atómica de la Universidad Técnica de Dinamarca (DTU), donde trabajó en el laboratorio de Jens Nørskov.
En 2001 López regresó a Barcelona con una beca Ramón y Cajal en la Universidad de Barcelona. En 2005 estableció su propio grupo de investigación en el Instituto Catalán de Investigación Química (Institut Català d'Investigació Química - ICIQ), centrado en la fotoelectrocatálisis.
En 2015, recibió el premio a la Excelencia investigadora por la Real Sociedad Española de Química. 

## Líneas de investigación
Su grupo de investigación en el Instituto Catalán de Investigación Química (Institut Català d'Investigació Química - ICIQ) se centra en la fotoelectrocatálisis. Su investigación está focalizada en la realización de simulaciones atómicas en el Centro Nacional de Supercomputación para entender los mecanismos fundamentales que explican la catálisis heterogénea. Su grupo busca diseñar materiales más eficientes, selectivos y sostenibles para la catálisis heterogénea, enfocados en mejorar la selectividad y la catálisis de oro. Por otro lado, López también utilizó la catálisis heterogénea para desarrollar nuevos materiales en la fabricación de edulcorantes, usando productos renovables y de bajo coste como la arabinosa. Con su investigación, ha mostrado que es posible reorganizar los átomos de azúcar usando un catalizador de molibdeno y una etapa de hidrogenación catalizada por rutenio.
López ha realizado estudios computacionales para determinar los materiales y las condiciones experimentales que podrían mejorar la eficacia de los electrolizadores de agua; dispositivos utilizados para dividir la molécula de agua. En estos electrolizadores, la oxidación de agua tiene lugar cerca del ánodo, que generalmente presenta un cuello de botella para hacer funcionar el dispositivo. En este electrodo, dos átomos de oxígeno se unen para formar oxígeno gaseoso, que requiere una alineación precisa de los espines del electrón. Colocando un imán (ferrita de níquel-cinc) cerca del ánodo, su grupo era capaz de mostrar que la evolución del oxígeno, y la producción asociada de hidrógeno, podría conseguirse a potenciales bajos, salvando cantidades considerables de energía. Se ha comprobado que ocurre porque los capas magnéticas actúan alineando los espines de los electrones cerca del ánodo, que controla el estado de espín de los electrones en el oxígeno, asegurando que los espines estén correctamente alineados para la formación de una unión oxígeno-oxígeno. Para la reacción, utilizaron catalizadores abundantes, que incluían el níquel y el hierro. El imán requerido para doblar la producción de hidrógeno costó menos de 10 dólares.

## Publicaciones destacadas
- López, Núria (1 de abril de 2004). «On the origin of the catalytic activity of gold nanoparticles for low-temperature CO oxidation». Journal of Catalysis 223: 232-235. doi:10.1016/j.jcat.2004.01.001.
- López, Núria (25 de septiembre de 2002). «Catalytic CO oxidation by a gold nanoparticle: A density functional study». Journal of the American Chemical Society 124 (38): 11262-11263. PMID 12236728. doi:10.1021/ja026998a.
- López, Núria (1 de julio de 2004). «The adhesion and shape of nanosized Au particles in a Au/TiO2 catalyst». Journal of Catalysis 225: 86-94. doi:10.1016/j.jcat.2004.03.036.